# Nicole Remund
Nicole Corinne Remund (* 31. Dezember 1989 in Zürich) ist eine Schweizer Fussballspielerin, die seit Anfang 2016 beim FC Luzern Frauen unter Vertrag steht und überwiegend als rechter Flügel spielt.

## Karriere

### Verein
Remund spielte in ihrer Jugend beim SC Steinhausen und SK Root. Im Sommer 2008 wechselte sie zum SC Kriens und nach drei Jahren im Sommer 2011 zum FC Zürich Frauen. Mit diesem gewann sie in der Folge mehrere Meistertitel in der Nationalliga A sowie in den Jahren 2012, 2013 und 2015 den Schweizer Pokalwettbewerb. In der Saison 2013/14 erreichte sie mit Zürich in der UEFA Women’s Champions League das Achtelfinale und scheiterte dort durch zwei Niederlagen am FC Barcelona. Im Jahr darauf wurde wieder das Achtelfinale erreicht, diesmal konnte das Heimspiel gegen Glasgow City LFC mit 2:1 gewonnen werden, das Rückspiel wurde aber mit 2:4 verloren. Zur Rückrunde 2015/2016 wechselte sie in die Spitzenfussballabteilung der FC Luzern Frauen.

### Nationalmannschaft
Remund debütierte am 8. März 2009 beim 5:0 gegen Slowenien in der Schweizer Fussballnationalmannschaft der Frauen und kam ausser im Jahr 2012 zu regelmässigen Einsätzen. Im Sommer 2014 konnte sie sich mit der Nationalmannschaft erstmals für die Weltmeisterschaft 2015 qualifizieren. Im Mai 2015 wurde sie für den WM-Kader nominiert. Am 30. September 2015 erklärte Remund den Rücktritt aus der Nationalmannschaft.

## Erfolge
- Schweizer Meisterschaft: 2012, 2013, 2014, 2015
- Schweizer Pokal: 2012, 2013, 2015, 2021